# Viola jagellonica
Viola jagellonica är en violväxtart som beskrevs av Zapal.. Viola jagellonica ingår i släktet violer, och familjen violväxter. Inga underarter finns listade i Catalogue of Life.